# Calyptra
Calyptra — рід грибів. Назва вперше опублікована 1918 року.

## Класифікація
До роду Calyptra відносять 5 видів:
- Calyptra capnoides
- Calyptra cordobensis
- Calyptra plumeriae
- Calyptra robinsonii
- Calyptra tonduzii